# Clemente Tafuri
Pour les articles homonymes, voir Tafuri.
Clemente Tafuri, né le 18 août 1903 à Salerne et mort le 11 décembre 1971 à Gênes, est un peintre et illustrateur italien.

## Biographie
Il est le petit-fils du peintre salernois Raffaele Tafuri.
Après avoir étudié à l'Académie des Beaux-Arts de Naples, il se met à peindre, se révélant bientôt à l'attention de la critique.
Bien connu entre les années 1920 et années 1960 également comme affichiste, illustrateur de cartes postales et de séries de livres, il se consacre souvent à l'illustration d'épisodes de la Seconde Guerre mondiale et réalise un portrait du prince héritier de l'époque Umberto II de Savoie et de la reine Elena du Monténégro. Il entretient une longue amitié et collaboration avec la peintre et photographe Maria Bertolani.
Le tableau de Clemente Tafuri représentant le vice-brigadier Salvo d'Acquisto, immortalisé alors qu'il arrache sa chemise, est particulièrement connu (il y a une curieuse ressemblance avec de nombreuses images du personnage de bande dessinée Superman dans une pose très similaire). Cette peinture est actuellement exposée au Musée historique de l'Arme des Carabiniers à Rome.

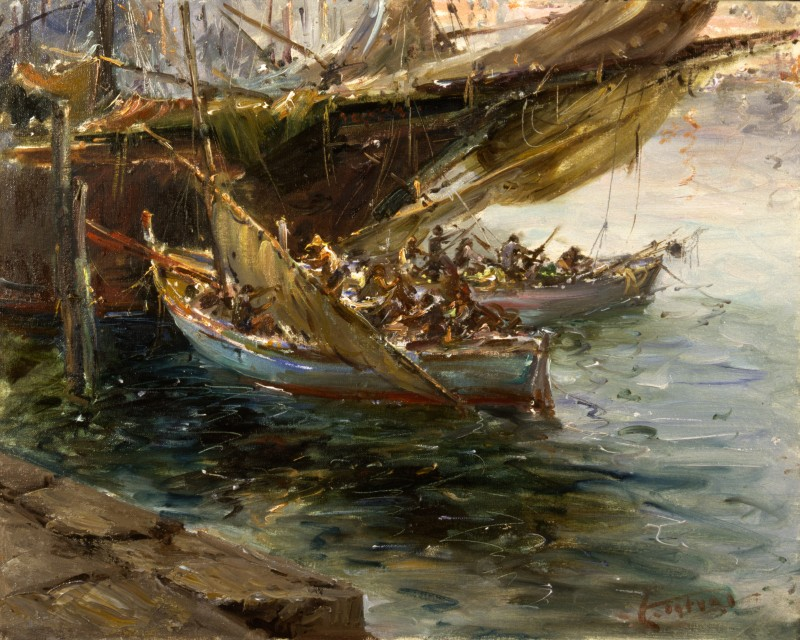
Bateaux, 1950-1960 (Fondation Cariplo)

## Œuvres dans les musées
- Collections d'art de la Fondazione Cariplo à Milan avec l'œuvre : Barche (1950 - 1970).
- Collection d'art du SBAPPSAE de Salerne avec les œuvres en dépôt : Barone Gennaro Pinto (1916), Distacco (1934), Ferdinando d'Aragona (1948), Scena di battaglia (1948).
- Musée historique de l'Arme des Carabiniers à Rome.